# Liste der Geotope im Landkreis Leer
Die Liste der Geotope im Landkreis Leer nennt die Geotope im Landkreis Leer in Niedersachsen. Einige dieser Geotope stehen zugleich als Naturdenkmal (ND), Landschaftsschutzgebiet (LSG), Naturschutzgebiet (NSG) oder Teil von diesen unter Schutz.
| Geotop-Nr. | Bezeichnung                                       | Ort                                                                                                   | Bemerkung | Koordinaten                     | Bild           |
| ---------- | ------------------------------------------------- | --- | --- | ------------------------------- | -------------- |
| 2306/02    | Greune Stee                                       | Borkum                                                                                                | Geotoptyp: Insel-Anlandungsgebiet. Größe 330 ha. Im Landschaftsschutzgebiet LSG-LER 10. | 53° 34′ 22,8″ N, 6° 42′ 21,6″ O | weitere Bilder |
| 2611/04    | Findling                                          | in Bagband, E-Kirche in Straßeninsel (stand früher Hartog Hinnerksteen), 400 m NW an Straßenkreuzung. | Geotoptyp: Findling. Länge 0,5 m, Breite 0,3 m, Höhe 0,2 m. Stratigraphie: Quartär-Pleistozän, Saale-Kaltzeit. Petrographie: Granit. | 53° 21′ 10,8″ N, 7° 36′ 39,6″ O |                |
| 2612/01    | Findling                                          | in Hinrichsfehn, Friedhof S-Teil.                                                                     | Geotoptyp: Findling. Ellipsoide Form. Länge 2,5 m, Breite 2 m, Höhe 1,1 m. Stratigraphie: Quartär-Pleistozän, Saale-Kaltzeit. Petrographie: Rapakiwi, rötlich mit Feldspatovoiden von durchschnittlich 1–2 cm Durchmesser, max. 8 cm Durchmesser. | 53° 22′ 24,6″ N, 7° 44′ 2,4″ O  |                |
| 2612/03    | NSG „Holle Sand“ (Dünengebiet)                    | ca. 1,5 km NW Großoldendorf.                                                                          | Geotoptyp: Dünenlandschaft. Größe 126,3 ha. Naturschutzgebiet NSG AU 9; NSG-WE 105 "Holle Sand". | 53° 20′ 12,8″ N, 7° 43′ 10,9″ O | weitere Bilder |
| 2709/02    | Flachmoorsee mit verschiedenen Verlandungsstadien | 1 km E Bunderhee, 700 m W Sankt Georgswold.                                                           | Geotoptyp: See, Flachmoor. Form fast rund, Durchmesser ca. 100 m. Stratigraphie: Quartär-Küstenholozän. Naturschutzgebiet NSG Au 26. | 53° 12′ 43,9″ N, 7° 18′ 44,6″ O |                |